# Amazoromus
Genre
Amazoromus est un genre d'araignées aranéomorphes de la famille des Gnaphosidae.

## Distribution
Les espèces de ce genre sont endémiques du Brésil.

## Liste des espèces
Selon World Spider Catalog (version 17.5, 26/10/2016) :
- Amazoromus becki Brescovit & Höfer, 1994
- Amazoromus cristus (Platnick & Höfer, 1990)
- Amazoromus janauari Brescovit & Höfer, 1994
- Amazoromus kedus Brescovit & Höfer, 1994

## Publication originale
- Brescovit & Höfer, 1994 : Amazoromus, a new genus of the spider family Gnaphosidae (Araneae) from central Amazonia, Brazil. Andrias, vol. 13, p. 65-70.